# 16158 Монті
16158 Монті (16158 Monty) — астероїд головного поясу, відкритий 5 січня 2000 року.
Тіссеранів параметр щодо Юпітера — 3,355.